# 麥秩嚴
麥秩嚴（？—？）字敬舆，（1864年--1941年）广东南海县人，(现广东佛山南海区丹灶镇高海村委会海口麦村，史上古称广东南海县冲霞北乡海口麦村)清末民初官员。

## 生平
麥秩嚴是光緒二十四年（1898年）戊戌科二甲进士。同年五月，以主事分部学习。历任刑部主事，大理院审判官，福建道监察御史，京畿道监察御史。
中华民国成立后，历任肃政厅肃政史，平政院评事。